# Кріль Ігор Іванович (футболіст)
Ігор Іванович Кріль (нар. 11 жовтня 1974, Івано-Франківська область, Українська РСР) — український футболіст, захисник.

## Життєпис
Футбольну кар'єру розпочав 27 березня 1993 року в складі франківського «Прикарпаття». Влітку 1993 року відправився в оренду до «Хутровика» (Тисмениця), а влітку наступного року перейшов до ЦСК ВСУ (Київ), який потім змінив назву на ЦСКА. Під час зимової перерви сезону 1994/95 років приєднався до «Скали» (Стрий). На початку 1996 року повернувся до «Хутровика», а влітку виїхав до Латвії, де захищав кольори столичного першолігового клубу «Універсітате». Через півтора року повернувся додому, де знову грав за франківське «Прикарпаття». Також виступав за фарм-клуби «прикарпатців», ФК «Тисмениця» та «Енергетик» (Бурштин). Влітку 2002 року перейшов до «Зірки» (Кіровоград), а на початку 2004 року — до житомирського «Полісся». Влітку 2004 року прийняв запрошення перейти до новоствореного франківського «Факелу», у футболці якого 2005 року завершив кар'єру професіонального футболіста. Потім виступав за аматорські колективи, у тому числі й за «Цементник» (Ямниця).

## Досягнення
«Прикарпаття»
- Перша ліга України
  -  Чемпіон (1): 1993/94

«Універсітате» (Рига)
- Кубок Латвії
  - 1/2 фіналу (1): 1997